# ULMAN
ULMAN ist eine alternative Folk-Band aus Leipzig, die 1995 gegründet wurde.

## Geschichte
Die Brüder Johannes und Andreas Uhlmann, die im Sommer 1994 den Folkförderpreis gewonnen hatten, gründeten im darauffolgenden Jahr zusammen mit Cousin Till Uhlmann sowie Perkussionist und Multiinstrumentalist Uli Stornowski die Band Ulman (damals noch U.L.M.A.N.). Auf der 1996 erschienenen ersten CD Acoustic Power wirkte als Gast Matthias Weyrich mit, mit dem die drei Uhlmanns bereits in der Tanzband Tyskarna musiziert hatten. Es folgten Auftritte bei Festivals in England, Frankreich, Schweden, Finnland und Portugal. Aufgrund des Hochschulstudiums zweier Bandmitglieder und anderer Aktivitäten wurden danach nur noch vereinzelte Konzerte gespielt.
Von 2005 bis 2008 wirkte die Band bei den Altenburger-Prinzenraub-Festspielen mit. 2006, etwa zehn Jahre nach der ersten Veröffentlichung, erschien die zweite CD, Vibes, auf der mit elektronischen Verfremdungen und Samples gearbeitet wurde, auch um den fehlenden Bass zu ersetzen. Ende 2007 verabschiedete sich die Band von Uli Stornowski, der durch den Schlagzeuger Demian Kappenstein ersetzt wurde. Die dritte CD, Electrokustica, entwickelte den Stil der letzten CD weiter, wobei neu mit dreistimmigem Gesang experimentiert wurde.

## Diskografie
- 1996: Acoustic Power
- 2006: Vibes
- 2009: Electrokustica